# Jonizacja powyżej progu
Jonizacja powyżej progu (ang. Above Threshold Ionization lub ATI) w mechanice kwantowej – jonizacja atomu promieniowaniem elektromagnetycznym, w wyniku której emitowane są elektrony o energii kinetycznej większej, niż wynikałoby to ze wzoru Einsteina opisującego zależności energetyczne w zjawisku fotoelektrycznym

Efekt fotoelektryczny

{\displaystyle h\nu =W+E_{k},}
gdzie:
{\displaystyle h} – stała Plancka,
{\displaystyle h\nu } – energia fotonu o częstotliwości {\displaystyle \nu } (kwant energii),
{\displaystyle W} – energia jonizacji (praca wyjścia),
{\displaystyle E_{k}} – energia kinetyczna elektronu.
Zjawisko to tłumaczy się wielofotonową absorpcją. Może ono zachodzić, gdy moc monochromatycznego liniowo spolaryzowanego światła osiąga bardzo duże wartości. Oznacza to, że w wyniku superpozycji pól elektromagnetycznych poszczególnych fotonów powstaje wyjątkowo silne pole elektromagnetyczne. Efekt taki można uzyskać dzięki użyciu światła laserowego. Energię tego procesu określa wzór:
{\displaystyle Nh\nu =W+E_{kw},}
gdzie {\displaystyle N} oznacza liczbę fotonów, których energia została przejęta przez pojedynczy elektron. Ze względu na oddziaływanie z jonem macierzystym i zderzenia, widmo elektronów nie ma postaci ostrych pików, lecz jest dość szerokie i stałe (plateau). Energie fotoelektronów powstających w procesach wielofotonowych mogą osiągać wartości porównywalne z wartościami energii β-elektronów, chociaż ich widmo jest zupełnie inne.

## Teoria
Jonizacje powyżej progu można wyjaśnić rozwiązując równanie Schrödingera w sposób przybliżony. Równanie Schrödingera dla elektronu swobodnego w polu fali elektromagnetycznej w jednym wymiarze w cechowaniu promieniowania jest dane przez
{\displaystyle {\frac {1}{2m}}\left({\frac {\hbar }{i}}{\frac {\partial }{\partial x}}-eA(t)\right)^{2}\Psi =i\hbar {\frac {\partial \Psi }{\partial t}},}
gdzie:
{\displaystyle A(t)={\frac {E_{0}}{\omega }}\cos(\omega t),}
wtedy pole elektryczne jest dane przez
{\displaystyle E(t)=-{\frac {\partial A}{\partial t}}=E_{0}\sin(\omega t).}
Podstawiając
{\displaystyle \Psi (t)=e^{iC(t)+ikx},}
otrzymujemy równanie na {\displaystyle C(t)}
{\displaystyle {\dot {C}}(t)={\big (}\hbar k-eA(t){\big )}^{2}/2m.}
Z rozwiązaniem
{\displaystyle C(t)=-{\frac {\hbar ^{2}k^{2}}{2m}}t+\alpha k\sin(\omega t)-\beta \sin(2\omega t)-\gamma t,}
gdzie:
{\displaystyle \alpha ={\frac {(eE_{0})\hbar }{m\omega ^{2}}},}
{\displaystyle \beta ={\frac {(eE_{0})^{2}}{8m\omega ^{3}}},}
{\displaystyle \gamma ={\frac {(eE_{0})^{2}}{4m\omega ^{2}}}.}
Równanie Schrödingera dla elektronu w polu fali i w polu potencjału atomowego będzie dane przez
{\displaystyle [H_{0}(t)+V(x)]\Psi =i\hbar {\frac {\partial \Psi }{\partial t}},}
gdzie {\displaystyle H_{0},} jest hamiltonianem elektronu swobodnego. Dodając i odejmując energię stanu podstawowego, z którego będzie jonizowany elektron otrzymujemy równanie
{\displaystyle [H_{0}(t)+V(x)+E_{0}-E_{0}]\Psi =i\hbar {\frac {\partial \Psi }{\partial t}}.}
Ponieważ w stanie podstawowym energia kinetyczna elektronu jest równa energii całkowitej z przeciwnym znakiem (twierdzenie o wiriale) i tylko ona zostanie po szybkim usunięciu elektronu, pomijamy w tym równaniu sumę {\displaystyle v(x)+E_{0}} dla wszystkich {\displaystyle x} i otrzymujemy równanie przybliżone
{\displaystyle [H_{0}(t)-E_{0}]\Psi =i\hbar {\frac {\partial \Psi }{\partial t}},}
gdzie jedyna pozostałość po potencjale atomowym jest stała.
Równanie to można rozwiązać wykorzystując rozwiązania dla elektronu swobodnego i rozkładając stan podstawowy na składowe Fouriera:
{\displaystyle \Psi (0)=Ne^{-|x|/a_{0}}=\int c_{k}e^{ikx},}
z
{\displaystyle c_{k}={\frac {N}{a_{0}}}{\frac {1}{k^{2}a_{0}^{2}+1}}.}
Równanie to ma więc rozwiązanie
{\displaystyle \Psi (t)=\int c_{k}e^{ikx}e^{iE_{0}t}e^{iC(t)}.}
Widmo jonizacji otrzymujemy ze wzoru
{\displaystyle E(k)=\left|\int <\Psi (\tau )|e^{ikx}>g(\tau )\right|^{2},}
mówiącego ile składowej fali płaskiej elektronu swobodnego o danej energii kinetycznej jest pod koniec procesu jonizacji, gdzie {\displaystyle g(\tau )} jest funkcją uśredniającą detektora pomiarowego, np.
{\displaystyle g(\tau )=N_{1}e^{-(\tau -\tau _{0})^{2}/T_{0}^{2}}.}
Rozkładając czynnik
{\displaystyle e^{i\alpha k\sin(\omega t)-i\beta \sin(2\omega t)}=\sum _{n}{\mathcal {J}}_{n}(-\alpha k,\beta )e^{-in\omega t}}
z uogólnionymi funkcjami Bessela {\displaystyle {\mathcal {J}}_{n}} zdefiniowanymi przez transformatę odwrotną otrzymujemy
{\displaystyle E(k)=|\sum _{n}c_{k}{\mathcal {J}}_{n}(-\alpha k,\beta ){\tilde {g}}(\hbar ^{2}k^{2}/2m-n\hbar \omega -E_{0}+\gamma )|^{2}}
({\displaystyle {\tilde {g}}(\omega )} jest transformatą Fouriera funkcji detektora), czyli sumą ostrych lub rozmytych maksimów zlokalizowanych wokół warunku energii emitowanych elektronów {\displaystyle \hbar ^{2}k^{2}/2m=n\hbar \omega +E_{0}-\gamma } w zależności od szybkości, tzn. od parametru uśredniania detektora {\displaystyle T_{0}.}